# Iljaševci
Iljaševci este o localitate din comuna Križevci, Slovenia, cu o populație de 211 locuitori.